# Richard Campion
Richard Campion (Staffordshire, Reino Unido, 11 de marzo de 1941) es un nadador, retirado, especializado en pruebas de estilo libre. Fue medalla de bronce en 1500 metros libres durante el Campeonato Europeo de Natación de 1962.

## Palmarés internacional
| Campeonato Europeo de Natación | Campeonato Europeo de Natación | Campeonato Europeo de Natación | Campeonato Europeo de Natación |
| Año                            | Lugar                          | Medalla                        | Prueba                         |
| ------------------------------ | ------------------------------ | ------------------------------ | ------------------------------ |
| 1962                           | Leipzig ( Alemania)            | Medalla de bronce              | 1500 m libre                   |